# Reuth, Vogtland
Reuth là một đô thị thuộc huyện Vogtland, bang Sachsen, Đức. Đô thị Reuth, Vogtland có diện tích 30,66 km², dân số thời điểm ngày 31 tháng 12 năm 2006 là 1049 người.